# Theridion giraulti
Theridion giraulti là một loài nhện trong họ Theridiidae.
Loài này thuộc chi Theridion. Theridion giraulti được William Joseph Rainbow miêu tả năm 1916.